# قصور المبيض الأولي المرتبط بالصبغي إكس الهش
يُعد قصور المبيض الأولي المرتبط بالصبغي إكس الهش السبب الوراثي الأهم لفشل المبيض المبكر لدى النساء ذوات النمط الصبغي الطبيعي 46 XX. يؤدي ازدياد تكرارات CGG في المنطقة 5' غير المترجمة من جين FMR1 عن النطاق الطبيعي الذي يبلغ 5-45 تكرارًا، وصولًا إلى نطاق من 55-199 وهو نطاق قبل طافر (طليعة طفرة) إلى خطر حدوث قصور المبيض الأولي المرتبط بالصبغي إكس الهش لدى الأفراد حاملي المبيض. تحمل نحو 1:150-1:200 امرأة في الولايات المتحدة طليعة طفرة. يزداد خطر الإصابة بقصور المبيض الأولي المرتبط بالصبغي إكس الهش لدى النساء اللاتي يحملن طفرة FMR1 بنسبة 20%، مقارنة بنحو 1% لدى النساء عامةً، ويكون خطر الإصابة بمتلازمة الرعاش والرنح المرتبطة بالصبغي إكس الهش نحو 8-15% لديهن. يزداد احتمال إنجاب النساء حاملات طليعة طفرة FMR1 طفلًا لديه تكرارات CGG تفوق 200 تكرار (طفرة كاملة). ينتج الأفراد حاملو الطفرة الكاملة، بخلاف حاملي طليعة الطفرة، القليل من الرنا المرسال أو البروتين المشفر بواسطة جين FMR1 أو لا ينتجونهما على الإطلاق، ويتأثرون بمتلازمة الصبغي إكس الهش.

## التشخيص السريري
يتطلب وضع تشخيص قصور المبيض الأولي أن تكون الإصابة قبل سن أربعين، إذ يُعد القصور مبكرًا بالمقارنة مع متوسط سن اليأس وهو 51 سنة لدى السيدات في الولايات المتحدة. معيارا التشخيص هما الارتفاع المتكرر للهرمون المنبه للجريب، الذي يزيد كثيرًا عندما تدخل المرأة في سن اليأس، وانقطاع الطمث مدة 4-6 أشهر على الأقل. يكون احتمال الإصابة بقصور المبيض الأولي المرتبط بالصبغي إكس الهش لدى حاملات طليعة طفرة FMR1 نحو 20% وتصبح زيادة مستويات الهرمون المنبه للجريب واضطرابات الطمث واضحة بين 30 و40 عامًا. حتى بعد انقطاع الطمث، قد تحدث الإباضة العفوية لدى النساء المصابات بقصور المبيض الأولي المرتبط بالصبغي إكس الهش. وهذا يعني أن الحمل ممكن بنسبة 10%، حتى بعد انقطاع الحيض لفترات طويلة. تُشجَع النساء اللاتي يخططن للحمل قبل انقطاع الطمث على طلب استشارة متخصص وراثي طبي أو مستشار وراثي للنظر في خطر إنجاب طفل مصاب بمتلازمة الصبغي إكس الهش.

## الوراثة
تُكشف طليعة طفرة FMR1 باستخدام الاختبارات الجينية الانعكاسية بعد كشف إصابة طفل بمتلازمة الصبغي إكس الهش في العائلة. يكشف هذا التشخيص الجيني نحو 10-15% من النساء اللاتي سيصبن لاحقًا بقصور المبيض الأولي المرتبط بالصبغي إكس الهش. قد تُكشف الحالة أيضًا لدى نساء يعانين من العقم ويجرين الاختبارات الجينية في سياق الرعاية الإنجابية. تُشخص نحو 1-3% من حالات قصور المبيض الأولي المرتبط بالصبغي إكس الهش من خلال هذه العملية.
قصور المبيض الأولي المرتبط بالصبغي إكس الهش هو السبب الجيني الأهم لقصور المبيض لدى النساء ذوات العدد الصبغي الطبيعي (46،XX) ويمثل 5-10% من حالات فشل المبيض المبكر. لن تُصاب جميع النساء اللاتي يحملن أليل طليعة طفرة FMR1 ، الذي يمثل تكرارات CGG في جين FMR1 لتصل إلى 55-199 تكرارًا، بقصور المبيض الأولي المرتبط بالصبغي إكس الهش. ستُصاب نحو 20% من حاملات طليعة الطفرة، وتزيد هذه النسبة عن معدل الإصابة لدى النساء عامة الذي يبلغ 1% تقريبًا. النساء الأكثر تعرضًا لخطر الإصابة بقصور المبيض الأولي لديهن 70-100 تكرار CGG، ما يعني وجود ارتباط غير خطي بين مدى تكرار CGG وخطر الإصابة بقصور المبيض الأولي المرتبط بالصبغي إكس الهش. بينما يوجد ارتباط خطي بين تكرار CGG والعمر عند بداية حدوث متلازمة الرعاش والرنح المرتبطة بالصبغي إكس الهش. لا ترتبط الاختلافات الأخرى في أليلات طلائع الطفرات، مثل انقطاعات AGG ضمن تكرارات CGG، بخطر تشخيص قصور المبيض الأولي المرتبط بالصبغي إكس الهش. ترتبط انقطاعات AGG بخطر زيادة طول أليل الطفرة في البويضة، أو الخلية البيضية، الذي يؤدي إلى إصابة الطفل بمتلازمة الصبغي إكس الهش.